# 정인기
정인기(鄭寅基, 1966년 9월 12일 ~ )는 대한민국의 배우이다. 1985년 연극배우 첫 데뷔를 하였고 1990년 뮤지컬배우 데뷔하였다.

## 학력
- 서울예술대학 연극과

## 출연작

### 드라마
- 2007년 KBS2 미니시리즈 《꽃피는 봄이 오면》 ... 문 형사 역
- 2007년 KBS1 단막극 《HDTV 문학관 - 카스테라》
- 2007년 KBS2 단막극 《드라마시티 - 무공족구외전》 ... 창수 역
- 2008년 SBS 드라마스페셜 《바람의 화원》 ... 홍국영 역
- 2008년 SBS 월화 미니시리즈 《식객》 ... 정형사 강편수 후배역
- 2008년 KBS2 미니시리즈 《그들이 사는 세상》 ... 촬영감독 역
- 2010년 MBC 대하드라마 《동이》 ... 김환 역
- 2010년 SBS 미니시리즈 《시크릿 가든》 ... 라임 부, 길익선 역
- 2011년 MBC 특별기획드라마 《짝패》 ... 쇠돌 역
- 2011년 tvN 미니시리즈 《꽃미남 라면가게》 ... 양철동 역
- 2012년 SBS Plus 미니시리즈 《그대를 사랑합니다》 ... 김인섭 역
- 2012년~2013년 SBS 미니시리즈 《드라마의 제왕》 ... 구영목 역 (특별출연)
- 2012년 SBS 주말 특별기획 《청담동 앨리스》 ... 한득기 역
- 2013년 MBC 미니시리즈 《7급 공무원》 ... 김성준 역
- 2013년 KBS2 미니시리즈 《상어》 ... 한영만 역
- 2013년 MBC 미니시리즈 《투윅스》 ... 양택남 역
- 2014년 tvN 금토드라마 《갑동이》 ... 차도혁 역
- 2014년 SBS 미니시리즈 《닥터 이방인》 ... 김태술 역
- 2014년 KBS2 단막극 《드라마 스페셜 - 액자가 된 소녀》 ... 박철호 역
- 2014년 SBS 드라마스페셜 《피노키오》 ... 기호상 역 (특별출연)
- 2015년 SBS 미니시리즈 《냄새를 보는 소녀》 ... 오재표 역
- 2015년 KBS2 미니시리즈 《후아유 - 학교 2015》 ... 박준형 역
- 2015년 MBC 월화드라마 《화려한 유혹》 ... 신철수 역
- 2015년 SBS 미니시리즈 《리멤버 - 아들의 전쟁》 ... 이현종 역
- 2016년 MBC 미니시리즈 《운빨로맨스》 ... 안영일 역
- 2016년 KBS2 장애인의 날 특집드라마 《퍼펙트 센스》 ... 지호 역
- 2016년 OCN 금토드라마 《38사기동대》 ... 사재성 역
- 2016년 MBC 수목드라마 《역도요정 김복주》 ... 준형 부 역
- 2017년 KBS2 수목드라마 《추리의 여왕》 ... 장우섭 역
- 2017년 KBS2 수목드라마 《맨홀 - 이상한 나라의 필》
- 2017년 MBC 수목드라마 《병원선》 ... 곽성 역
- 2017년 tvN 월화드라마 《하백의 신부 2017》 ... 윤성준 역
- 2017년 KBS2 단막극 《드라마 스페셜 - 우리가 계절이라면》 ... 윤기현 역
- 2017년 JTBC 금토드라마 《언터처블》 ... 윤동필 역
- 2018년 KBS2 수목드라마 《추리의 여왕 2》 ... 장우섭 역
- 2018년 MBC 수목드라마 《이리와 안아줘》 ... 고이석(강남구 경찰서 경감) 역
- 2018년 MBC 월화드라마 《배드파파》 ... 차승호 역
- 2019년 SBS 금토드라마 《열혈사제》 ... 남석구 역
- 2019년 JTBC 월화드라마 《으라차차 와이키키 2》 ... 한수연 아버지 역
- 2019년 SBS 미니시리즈 《절대 그이》 ... 엄다다의 아버지 역
- 2019년 SBS 금토드라마 《의사요한》 ... 오정남 역 (특별출연)
- 2020년 SBS 월화드라마 《굿캐스팅》 ... 서국환 역
- 2021년 JTBC 금토드라마 《언더커버》 ... 김명재 역
- 2021년 SBS 금토드라마 《원 더 우먼》 ... 강명국 역
- 2022년 tvN 월화드라마 《군검사 도베르만》 ... 허강인 역
- 2022년 tvN 금토드라마 《블라인드》 ... 염기남 역
- 2023년 JTBC 토일드라마 《대행사》 ... 석재 역
- 2023년 Disney+ 오리지널 드라마 《형사록 2》 … 원재구 역
- 2023년 Netflix 오리지널 드라마 《도적 : 칼의 소리》 … 황삼덕 역 (특별출연)
- 2024년 KBS2 월화드라마 《멱살 한번 잡힙시다》 ... 강인한 역
- 2024년 tvN 토일드라마 《감사합니다》 … JU건설 감사팀 (전)팀장 역 (특별출연)
- 2024년 SBS 금토드라마 《지옥에서 온 판사》 … 차민정의 아버지 역

### 영화
- 1994년 《구미호》
- 1995년 《아름다운 청년 전태일》 ... 영수 후배 역
- 1997년 《창》
- 1999년 《이재수의 난》 ... 강희용 역
- 2002년 《연애소설》 ... 택시 기사들 역
- 2002년 《중독》 ... 간병인 역
- 2003년 《오! 해피데이》 ... 박 실장 역
- 2003년 《싱글즈》 ... 주방장 역
- 2004년 《목포는 항구다》 ... 권투관장 역
- 2004년 《사마리아》 ... 기수 역
- 2004년 《얼굴 없는 미녀》 ... 민석 팀장 역
- 2004년 《주홍글씨》 ... 안 형사 역
- 2004년 《신성일의 행방불명》 ... 피자집 아버지/나레이션 역
- 2005년 《그때 그사람들》 ... 신 처장 역
- 2005년 《댄서의 순정》 ... 지배인 역
- 2005년 《연애》 ... 정 실장 역
- 2005년 《주먹이 운다》 ... 의사 역
- 2005년 《역전의 명수》 ... 사진기자 역
- 2006년 《괴물》 ... 격리병원 의사 역 (천만영화)
- 2006년 《가을로》 ... 담당검사 역
- 2006년 《음란서생》 ... 동료 역
- 2006년 《우리들의 행복한 시간》 ... 정민석 역
- 2006년 《내 청춘에게 고함》 ... 불륜남 역
- 2006년 《호로비츠를 위하여》 ... 지수 오빠 역
- 2006년 《타짜》 ... 창고장 역
- 2006년 《사랑할 때 이야기하는 것들》 ... 인구 친구 역
- 2007년 《경의선》 ... 경의선 기관사 역(우정출연)
- 2007년 《우아한 세계》 ... 건출소장 역
- 2007년 《허브》 ... 기차 매표원 역
- 2007년 《화려한 휴가》 ... 진철 역
- 2007년 《내 생애 최악의 남자》 ... 작가 역
- 2007년 《최강 로맨스》 ... 신문사 팀장 역
- 2007년 《M》 ... 의사 역
- 2007년 《두 사람이다》 ... 조 형사 역
- 2007년 《검은 집》 ... 오 형사 역
- 2007년 《뜨거운 것이 좋아》 ... 카페 주인 역
- 2007년 《브라보 마이 라이프》 ... 벤치 사내 역
- 2007년 《우리동네》 ... 반장 역
- 2007년 《꽃미남 연쇄 테러사건》 ... 유도부 코치 역
- 2008년 《마이 뉴 파트너》 ... 팀장 역
- 2008년 《크로싱》 ... 상철 역
- 2008년 《가벼운 잠》 ... 열린 아버지 역(우정출연)
- 2008년 《신기전》 ... 사찬 역
- 2008년 《눈에는 눈 이에는 이》 ... 황민철 역
- 2008년 《똥파리》 ... 반지하 아빠 역
- 2008년 《추격자》 ... 이 형사 역
- 2008년 《약탈자들》 ... 택시기사 역
- 2009년 《보트》
- 2009년 《전우치》 ... 감독 역
- 2009년 《펜트하우스 코끼리》 ... 형사 역
- 2009년 《라라 선샤인》 ... 임선종 역
- 2009년 《시크릿》 ... 강 반장 역
- 2009년 《백야행 - 하얀 어둠 속을 걷다》 ... 강재두 역
- 2009년 《바다 쪽으로, 한 뼘 더》 ... 정아 남편 역
- 2009년 《요가학원》 ... 강희중 역
- 2010년 《비밀애》 ... 최 신부 역
- 2010년 《의형제》 ... 김성학 역
- 2010년 《내 깡패 같은 애인》 ... 박 반장 역
- 2010년 《레인보우》 ... 행인1 역(특별출연)
- 2010년 《돌이킬 수 없는》 ... 백용권 형사 역
- 2011년 《링크》 ... 국과수 국장 역(특별출연)
- 2011년 《7광구》 ... 해준 부 역
- 2011년 《평범한 날들》
- 2011년 《고지전》 ... 이상억 역
- 2011년 《조선명탐정: 각시투구꽃의 비밀》 ... 사또 역
- 2011년 《돼지의 왕》 ... 출판사 사장 역
- 2011년 《결정적 한방》 ... 박 도지사 역(우정출연)
- 2011년 《리코더 시험》 ... 아빠 역
- 2012년 《원더풀 라디오》 ... 진아 아빠 역(카메오)
- 2012년 《하울링》 ... 국과수 연구사 역
- 2012년 《시체가 돌아왔다》 ... 한진수 역
- 2012년 《두 번의 결혼식과 한 번의 장례식》 ... 택시기사 역(우정출연)
- 2012년 《연가시》 ... 영업소 소장 역
- 2012년 《이웃사람》 ... 김홍중 역(우정출연)
- 2012년 《가족시네마》 ... 상우 역
- 2012년 《타워》 ... 차 실장 역
- 2013년 《주리》 ... 정 감독 역
- 2013년 《미스터 고》 ... KBO 사무총장 역
- 2013년 《더 파이브》 ... 김철민 역
- 2013년 《소녀》 ... 명관 역(특별출연)
- 2013년 《어떤 시선》 ... 사장 역
- 2014년 《수상한 그녀》 ... 현철 친구 의사 역
- 2014년 《이쁜 것들이 되어라》 ... 한재웅 역
- 2014년 《해무》 ... 오남 역
- 2014년 《야간비행》 ... 기웅 부 역
- 2015년 《간신》 ... 대사성 역
- 2015년 《서부전선》 ... 김 상사 역
- 2015년 《돌연변이》 ... 동식 역
- 2016년 《귀향》 ... 정민 부 역
- 2016년 《판도라》 ... 소방대장 역
- 2016년 《당신, 거기 있어줄래요》 ... 윤 과장 역 (특별출연)
- 2016년 《매직배딩》 ... 아버지 역
- 2016년 《라이트 마이 파이어》(단편 영화)
- 2016년 《어둠에서 빛이 흘러나오는 소리》(단편 영화)
- 2017년 《더 킹》 ... 홍성훈 역
- 2017년 《쇠파리》 ... 강만식 역
- 2017년 《이웃집 스타》 ... 유 대표 역(특별출연)
- 2017년 《귀향, 끝나지 않은 이야기》 ... 정민 부 역
- 2017년 《범죄도시》 ... 금천경찰서장 이상용 역 (특별출연)
- 2017년 《그리다》 ... 최영철 역
- 2017년 《아기와 나》 ... 둘째 이모부 역
- 2017년 《1987》 ... 김승훈 역  (특별출연)
- 2017년 《갈 수 없는 나라》 ... 둘째 외삼촌 역
- 2017년 《리어웨이크닝 오브 메모리즈》(단편 영화)
- 2018년 《허스토리》 ... 여행사 최 팀장 역
- 2018년 《행복의 나라》 ... 세차장 손님 약 (특별출연)
- 2018년 《죄 많은 소녀》 ... 경민 부 역
- 2018년 《해피 투게더》 ... 최 선장 역
- 2018년 《인어전설》 ... 수영협회 사무장 역
- 2018년 《성난황소》 ... 박 사장 역
- 2019년 《광대들: 풍문조작단》 ... 성삼문 역 (특별출연)
- 2019년 《벌새》 ... 은희아빠 역
- 2019년 《블랙머니》 ... 신부 역(우정출연)
- 2020년 《소리꾼》 ... 조행수 역
- 2020년 《바람이 지나간 자리》 ... 병수 역 (단편영화)
- 2020년 《담보》 ... 노통역사 역
- 2020년 《잔칫날》 ... 일식 역
- 2021년 《발신제한》 ... 부행장 역
- 2021년 《브라더》 ... 최 형사 역
- 2021년 《F20》 ... 동대표 역 (특별출연)
- 2022년 《데드캠핑 더라이브》 ... 김 중령 역 (우정출연)
- 2022년 《이공삼칠》
- 2022년 《범죄도시2》... 금천경찰서장 이상용 역 (특별출연, 천만영화)
- 2022년 《룸 쉐어링》 ... 동장 역 (우정출연)
- 2023년 《나는 여기에 있다》 ... 김웅기 역
- 2023년 《거미집》 ... 사냥꾼 역
- 2023년 《화사한 그녀》 ... 김 팀장 역
- 2022년 《범죄도시4》... 서울서일경찰차장 이상용 역[1] (특별출연, 천만영화)

### 공연
- 1990년 마당극 《진짜 노동자》

### 라디오 프로그램
- 2016년 EBS FM 《책 읽는 라디오 낭독 시리즈》

### 뮤직 비디오
- 2012년 김형준 - Sorry I'm Sorry

### 광고
- 2016년 유한양행 삐콤씨
- 2018년 공익광고협의회 성평등 사회 지향 공익광고

## 수상
- 2005년 제3회 아시아나국제단편영화제 단편얼굴상
- 2006년 제5회 미쟝센 단편 영화제 명예심사위원 특별상

1. ↑  3편에는 나오지 않았으나, 범죄도시 시리즈에서 세 번째로 출연한다.